# 体育公園駅
体育公園駅（チェユッコンウォンえき）は、大韓民国釜山広域市江西区にある釜山交通公社3号線の駅である。駅番号は316。

## 駅構造
相対式ホーム2面2線の高架駅で、フルスクリーンタイプのホームドアが設置されている。

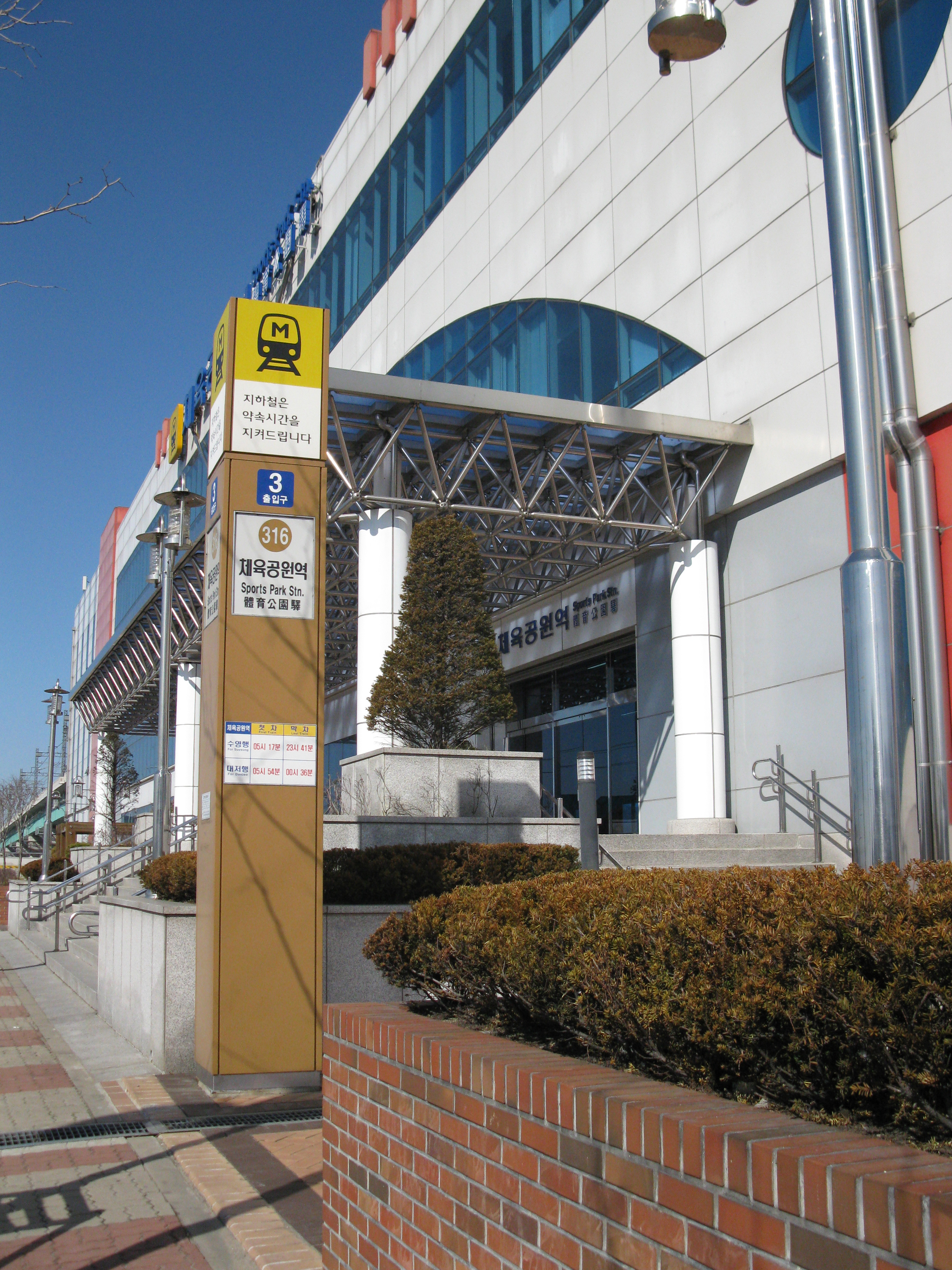
3番出入口（2009年2月）
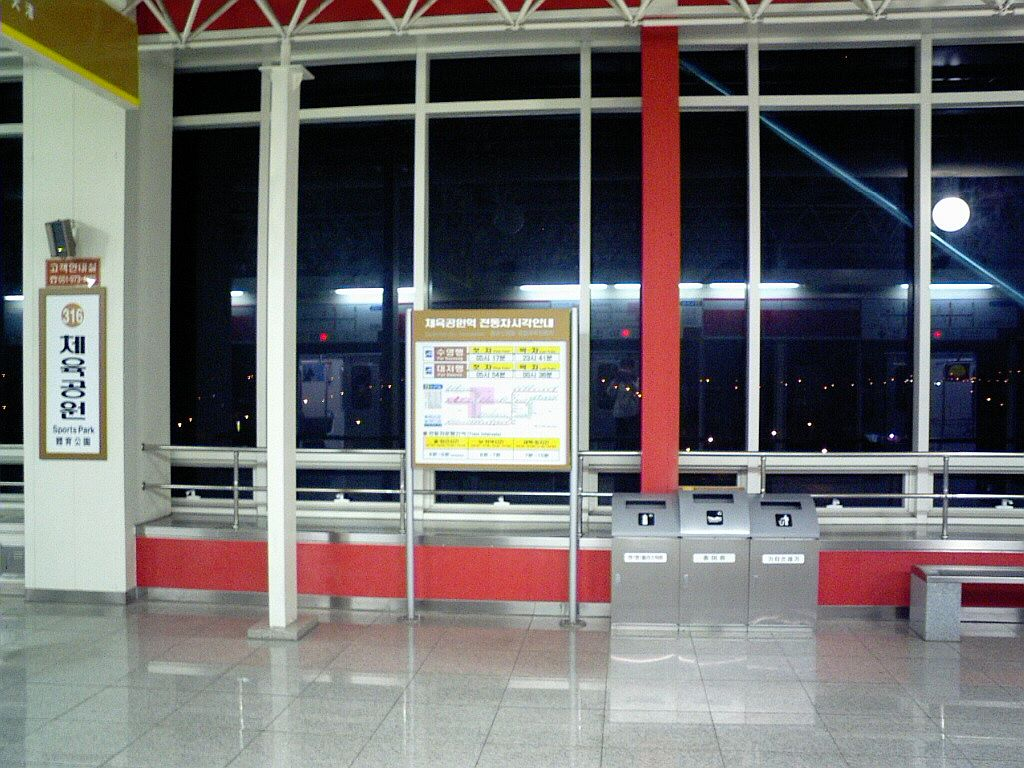
構内（2008年2月）
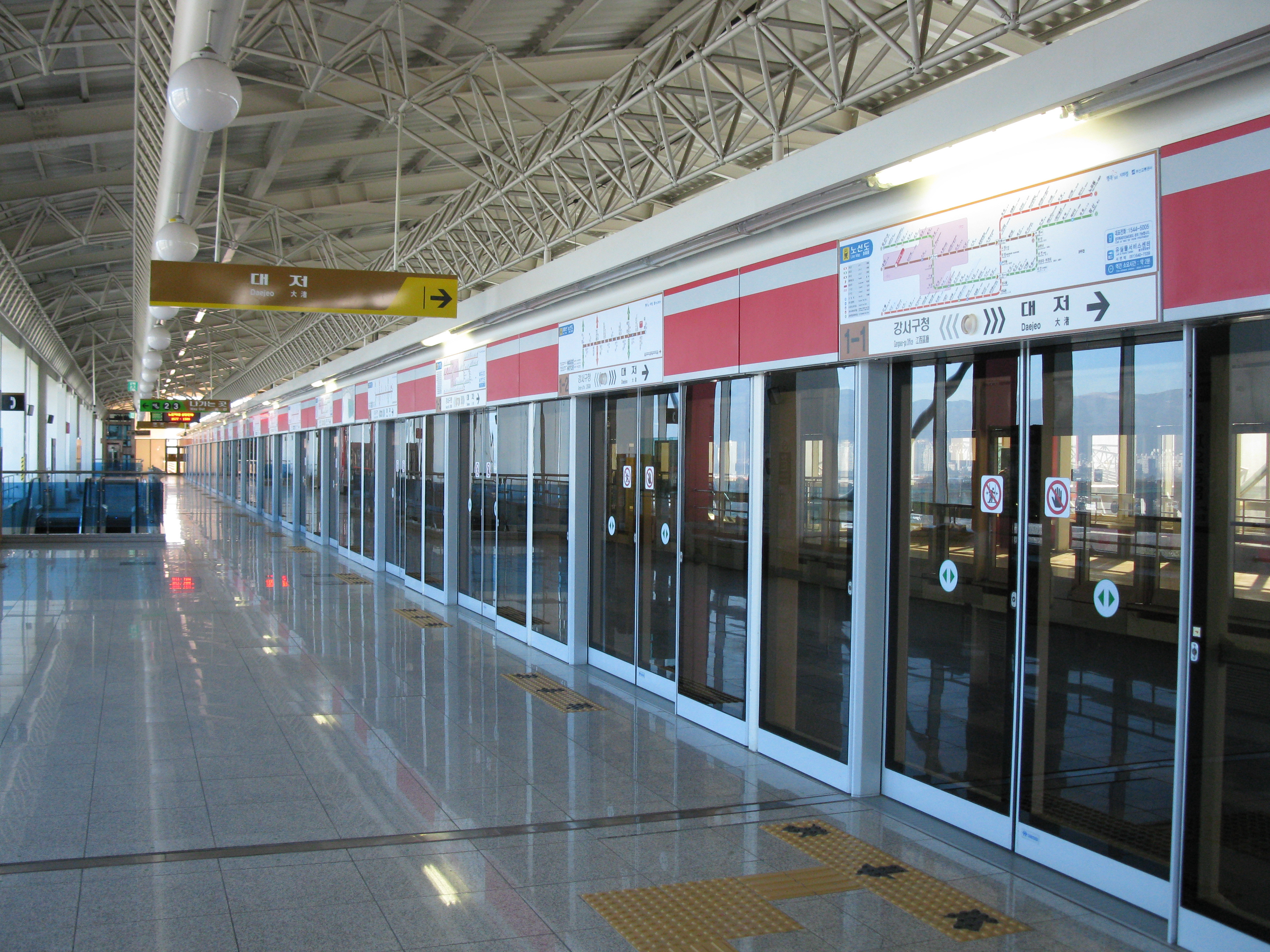
下りホーム（2009年2月）
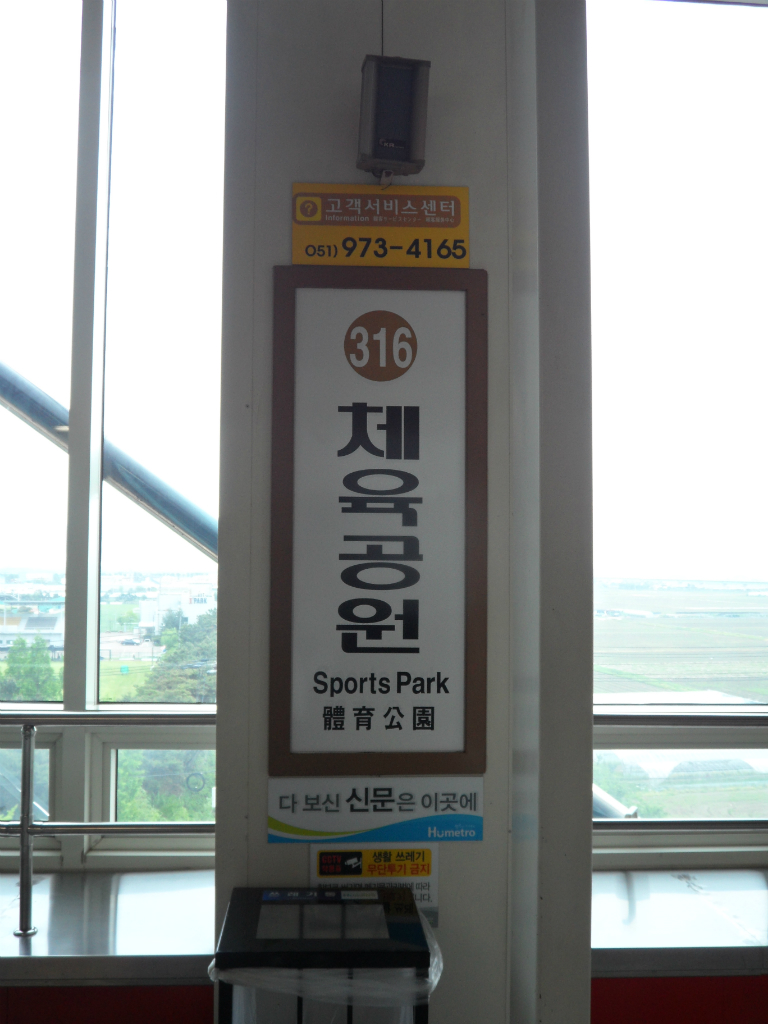
駅名標

### のりば
| 上り | 3号線 | 水営方面 |
| 下り | 3号線 | 大渚方面 |

## 歴史
- 2005年11月18日 - 開業。

## 駅周辺
- 江西体育公園
- 洛東中学校

## 隣の駅
釜山交通公社
 3号線
江西区庁駅 (315) - 体育公園駅 (316) - 大渚駅 (317)